# Condado de Allen (Indiana)
O Condado de Allen (em inglês:  Allen County) é um dos 92 condados do estado americano de Indiana. A sede e maior cidade do condado é Fort Wayne. Foi fundado em 1824.
O condado possui uma área de 1 709 km², dos quais 1 702 km² estão cobertos por terra e 7 km² por água, uma população de 355 329 habitantes, e uma densidade populacional de 208,7 hab/km² (segundo o censo nacional de 2010). É o terceiro condado mais populoso de Indiana.